# Заокский район
Зао́кский райо́н — административно-территориальная единица (район) и муниципальное образование (муниципальный район) в Тульской области России.
Административный центр — посёлок городского типа (рабочий посёлок) Заокский.

## Физико-географическая характеристика
Заокский район расположен на северо-западе Тульской области. Граничит на юге с Алексинским, на востоке и северо-востоке — с Ясногорским районами Тульской области, на севере — с городским округом Серпухов Московской области, на западе — с Тарусским районом Калужской области.
Водные ресурсы определяют реки — Ока, Вашана, Выпрейка, Скнига, Беспута, Соена, Городенка, Пишня, Соломинка, Скнижка, Ямница, Сосна.
Почвы Заокского района — серые, лесные и дерново-подзолистые. Площадь лесов, значительная часть которых широколиственные леса, занимает около 7 % территории района. Основные породы — дуб, ясень, береза, осина и сосны. Действуют два лесхоза. Недра района из полезных ископаемых содержат щебень и гальку. Под землями сельскохозяйственного назначения находится 57,2 тыс. га.

## История

### XIV—XVIII века
Территория, на которой возник рабочий поселок, относилась к Алексинскому уезду, который вошёл в состав Великого княжества Московского в XIV веке. Несмотря на то, что эта местность относится уже к лесной зоне, её заселение было затруднено татарскими набегами. В набег 1472 года был уничтожен уездный центр Алексин. Поход хана Ахмата в 1480 году, окончившийся стоянием на Оке, а затем на Угре и полным поражением едва ли позволял населить земли за Окой. Набег 1492 года показывает крайне слабую заселенность местности южнее Оки. Поэтому заселение края начинается только с самого конца XV — начала XVI веков. Сведения о возникновении прихода, в состав которого в XIX веке входили деревня Ивановка и станция Иваново (затем станция Тарусская) Московско-Курской железной дороги относится к концу XVII века.
Церковный историк Павел Малицкий допускает неточность, как в определении времени создания прихода села Уньки, в который вошла деревня Ивановка, так и в происхождении этого названия: «Происхождение прихода,— пишет он,— очень древнее, поначалу становится известным в конце XVII века, когда в селе Унек был упразднен монастырь, стоящий на том месте, где теперь находится храм. А так как монастырь, как и большая часть древнерусских обителей, расположен был в пустынной местности и стоял особняком от населения, то нынешнее название Унек, или правильнее Уник, обязано, без сомнения, положению этого села в пустыне, как местности, где жили монашествующие лица-пустынники, или отшельники. Отсюда и название села Уники от латинского уникус — одинокий, в смысле отшельника или монаха. На месте упраздненного монастыря, упомянутого выше, в 1701 году стольником Никифором Богдановичем Плещеевым был устроен деревянный двухпредельный храм с алтарями во имя Обновления храма Воскресения Христова и во имя Великомученика Никиты».
В действительности же церковь Обновления храма Воскресения Христова была выстроена в 1674—1675 годах, о чём свидетельствуют записи в церковных книгах того периода. Владимир Даль даёт объяснение названию Унки, производя его от слов улеви, улеги, улиги, уледи, унеги — это «самая простая, грубая кожаная обувь, калиги, коты, сапоги и пр.» Буква «г» в разговорной речи легко переходит в «к». Церковь же была выстроена не на месте монастыря, а на месте бывшей церкви с таким же названием. Невдалеке от неё располагались дома священника, дьякона, просвирницы, 3 двора землевладельца, 8 дворов крестьян, 12 дворов бобылей. В 1678—1679 годах имелись дворы: священника, дьякона, пономаря, землевладельца, 5 рейтарских, 24 двора крестьян и холопов. В летописях упоминается так же 1690 год — как год образования первой школы на территории Тульского края. В 1857 году непосредственно около церкви какое-либо население отсутствовало. Церковь располагалась при речке Скнижке. Население деревни Ивановки составляли 130 крестьян обоего пола.

### XIX—XX века
По административному делению XIX века Алексинский уезд делился на 2 стана. 1-й стан (север) почти целиком соответствовал современному Заокскому району, тогда как 2-й стан — современному Алексинскому району. Небольшая часть 1-го стана отошла к современной Московской области.
При освобождении крестьян от крепостной зависимости в 1861 году была образована Темьянская волость, в состав которой вошла и д. Ивановка, принадлежавшая помещику Степанову, у которого на 45 душ мужских приходилось 146 десятин земли.
В начале 70-х годов XIX века была выстроена железная дорога «Москва—Курск», которая прошла в 300 м от д. Ивановки. Но тогда же здесь возникла ст. Иваново. Это во многом определило дальнейшую историю обоих населённых пунктов.
Введение новой экономической политики в 1921 году возродило хозяйственную жизнь страны. Проведенное в 1924 году районирование Тульской губернии сделало бывшую станцию Иваново, которая в это время уже носила название Тарусская, центром Серпуховского района Тульской губернии. В состав района вошли Исканский, Котовский, Немцовский, Подмокловский, Страховский, Тарусский и Яковлевский сельсоветы. В районе имелось 20 школ с трехлетним периодом обучения. На станции располагалась районная изба-читальня, а на территории района их действовало 11. Имелись 3 библиотеки. В бывшем владении Андрея Болотова в селе Дворяниново функционировал детский дом.
Торговля и промышленность в 1925 году была представлена 9 бакалейными лавками, одна из которых располагалась на станции Тарусская. Действовали 9 галантерейных торговых заведений, одно из которых также находилось на станции. Имелось 5 заведений по производству и реализации валяной обуви и 2 кожевенной. Работали 14 кузниц, 8 мельниц. Торговлю мукой осуществляли 9 заведений, овчинами — 2. Имелась портновская мастерская Ивановского сельскохозяйственного кредитного товарищества, размещавшаяся на ст. Тарусская. Всего сельскохозяйственных артелей и товариществ насчитывалось 5. Действовали 6 чайных и буфетов. Работали 4 шерстобитки. При станции Тарусской 15—16 мая и 6—7 августа проводились ярмарки, на которых продавался скот, сельскохозяйственные продукты и изделия кустарного производства. Согласно переписи населения в 1926 году на станции Тарусская в станционном поселке имелись 30 хозяйств крестьянского типа, 51 хозяйство прочего типа. В них проживали 314 человек. В деревне Ивановка имелось 20 хозяйств крестьянского типа и 2 прочих, в которых проживали 138 человек. Деревня располагалась в 300 м от центра района.
Перед Великой Отечественной войной в Заокском районе насчитывалось 156 колхозов и 3 совхоза, в которых работали 6794 трудоспособных крестьянина. Имелись райпромкомбинат, Темьянский и Дмитровский кирпичные заводы, артель швейников, лесхоз, лесничество. В районе действовала электростанция в Темьяне, питавшая осветительную сеть. Радиотрансляционная сеть располагалась, в основном, в районном центре. Район обслуживали 2 районные больницы — Вишенская и Пироговская на 60 мест, 4 амбулатории, фельдшерские пункты. Имелось 50 общеобразовательных школ, в которых работали около 200 учителей и обучались более 3 тыс. учащихся. По переписи 1939 года, население района составляло 25 тыс. человек.
За время войны в армию были призваны 8073 жителя района. Из них не вернулись домой 3577 чел. Заокский район оказался единственным в Тульской области, на территорию которого не вступили немецко-фашистские войска. Многие из воевавших жителей района награждены орденами и медалями, а уроженец села Дмитровского К. А. Королев 13 ноября 1943 года был удостоен звания Героя Советского Союза.

### Возникновение района
В 1924 году в результате районирования в составе Алексинского уезда Тульской губернии были образованы Серпуховский район с центром в посёлке при станции Тарусская и Ненашевский район с центром в селе Ненашево. В 1925 году после упразднения уездов районы в прямом подчинении Тульской губернии. Постановлением Президиума ВЦИК 29 ноября 1926 года Серпуховский район Тульской губернии был переименован в Тарусский, а Ненашевский район — в Пахомовский с центром в посёлке при станции Пахомово. В 1929 году после ликвидации Тульской губернии оба района были объединены в Пахомовский район с центром посёлке при станции Тарусская.
12 июля 1929 года из Тарусского района в Серпуховский район был передан Подмокловский с/с.
В состав района на том момент входили следующие сельсоветы: Александровский, Апасовский, Берниковский, Болдовский, Болотовский, Болынтовский, Велегожский, Венюковский, Вишенский, Волковический, Давыдовский, Дмитриевский, Железнянский, Исканский, Каменский, Кинеевский, Козловский, Кортневский, Котовский, Лаптевский, Малаховский, Масоловский, Миротинский, Митинский, Мокроусовский, Немцовский, Ненашевский, Нечаевский, Никитинский, Никоновский, Никулинский, Острецовский, Пахомовский, Покровский, Поляницкий, Пуковский, Рождественский, Романовский, Савинский, Свинский, Симоновский, Страховский, Сухотинский, Тарусский, Темьянский, Теряевский, Туринский, Филатовский, Хрипковский, Шульгинский, Щепотьевский и Яковлевский.
Район вошёл в состав Серпуховского округа Московской области, в это же время в составе округа был образован Тарусский район с центром в городе Таруса. 20 января 1930 года Пахомовский район был переименован в Заокский.
28 ноября 1934 года был упразднён Вишенский сельсовет, а 14 декабря — Венюковский сельсовет.
Постановлением Президиума ВЦИК от 10 мая 1935 года селения Ивановка и Тарусская Заокского района были объединены в одно селение, которому присвоено наименование Заокское. 27 октября Тарусский с/с был переименован в Заокский.
Постановлением ЦИК СССР от 26 сентября 1937 года образована Тульская область, в состав которой был включен Заокский район.
Указом Президиума Верховного Совета РСФСР от 1 февраля 1963 года все существовавшие в Тульской области районы были ликвидированы и образованы 10 сельских районов, в том числе Лаптевский сельский район и 2 промышленных района. Решением объединённого заседания исполкома Тульского областного (сельского) и Тульского областного (промышленного) Советов депутатов от 5 февраля 1963 года в состав Лаптевского сельского района включены сельсоветы ликвидированных Лаптевского, Алексинского и Заокского районов.
Указом Президиума Верховного Совета РСФСР от 12 января 1965 года сельские районы преобразованы в районы, промышленные районы ликвидированы и образован ряд новых районов, в том числе Заокский. Решением Тульского облисполкома от 13 января 1965 года в состав вновь образованного Заокского района включены сельсоветы: Александровский, Бутиковский, Гатницкий, Дмитриевский, Заокский, Исканский, Котовский, Малаховский, Симоновский, Страховский и Яковлевский бывшего Лаптевского сельского района.

## Население
| 1959    | 1970    | 1979    | 1989    | 2002    | 2009    | 2010    | 2011    | 2012    |
| ------- | ------- | ------- | ------- | ------- | ------- | ------- | ------- | ------- |
| 24 285  | ↘22 223 | ↘20 766 | ↘20 429 | ↘19 406 | ↘18 735 | ↗22 368 | ↘22 313 | ↗22 593 |
| 2013    | 2014    | 2015    | 2016    | 2017    | 2018    | 2019    | 2020    | 2021    |
| ↘22 370 | ↘22 244 | ↘21 925 | ↘21 581 | ↘21 300 | ↘20 907 | ↗20 966 | ↘20 825 | ↗26 747 |

### Урбанизация
Городское население (посёлок городского типа Заокский) составляет 24,17 % от всего населения района.

### Национальный состав
По итогам переписи населения 2020 года проживали следующие национальности (национальности менее 0,1 % и другое см. в сноске к строке «Другие»):
| Национальность | Численность, чел. | Доля     |
| -------------- | ----------------- | -------- |
| Русские        | 20 936            | 78,27 %  |
| Армяне         | 322               | 1,20 %   |
| Молдаване      | 219               | 0,82 %   |
| Таджики        | 192               | 0,72 %   |
| Киргизы        | 141               | 0,53 %   |
| Узбеки         | 134               | 0,50 %   |
| Украинцы       | 122               | 0,46 %   |
| Татары         | 74                | 0,28 %   |
| Белорусы       | 45                | 0,17 %   |
| Грузины        | 34                | 0,13 %   |
| Цыгане         | 33                | 0,12 %   |
| Мордва         | 30                | 0,11 %   |
| Гагаузы        | 30                | 0,11 %   |
| Другие         | 4435              | 16,58 %  |
| Итого          | 26 747            | 100,00 % |

## Территориальное деление
Административно-территориальное устройство
Заокский район в рамках административно-территориального устройства включает 1 посёлок городского типа и 12 сельских округов:
| №     | Административно-территориальная единица | Код ОКАТО  | Население 2002 (чел.) | Соответствие сельскому/городскому поселению |
| ----- | --------------------------------------- | ---------- | --------------------- | ------------------------------------------- |
| 1e-06 | Посёлок городского типа:                |            |                       |                                             |
| 2e-06 | Заокский                                | 70 222 551 | 6696                  | ГП р. п. Заокский                           |
| 3e-06 | Сельские округа:                        |            |                       |                                             |
| 1     | Александровский сельский округ          | 70 222 805 | 486                   | СП Демидовское                              |
| 2     | Бутиковский сельский округ              | 70 222 810 | 1568                  | СП Страховское                              |
| 3     | Гатницкий сельский округ                | 70 222 815 | 561                   | СП Страховское                              |
| 4     | Дмитриевский сельский округ             | 70 222 820 | 1100                  | СП Демидовское                              |
| 5     | Ланьшинский сельский округ              | 70 222 825 | 489                   | СП Страховское                              |
| 6     | Малаховский сельский округ              | 70 222 835 | 936                   | СП Малаховское                              |
| 7     | Ненашевский сельский округ              | 70 222 840 | 953                   | СП Демидовское                              |
| 8     | Пахомовский сельский округ              | 70 222 845 | 1492                  | СП Демидовское                              |
| 9     | Романовский сельский округ              | 70 222 860 | 2098                  | СП Малаховское                              |
| 10    | Русятинский сельский округ              | 70 222 830 | 728                   | СП Малаховское                              |
| 11    | Симоновский сельский округ              | 70 222 850 | 761                   | СП Демидовское                              |
| 12    | Страховский сельский округ              | 70 222 855 | 1538                  | СП Страховское                              |

Муниципальное устройство
В муниципальный район, в рамках организации местного самоуправления, входят 4 муниципальных образования, в том числе одно городское и три сельских поселения:
| №        | Муниципальное образование | Административный центр   | Количество населённых пунктов | Население | Площадь, км2 |
| -------- | ------------------------- | ------------------------ | ----------------------------- | --------- | ------------ |
| 1e-06    | Городское поселение:      |                          |                               |           |              |
| 1        | рабочий посёлок Заокский  | рабочий посёлок Заокский | 4                             | ↘6528     | 5,05         |
| 1.000002 | Сельские поселения:       |                          |                               |           |              |
| 2        | Демидовское               | село Ненашево            | 71                            | ↗7443     | 466,92       |
| 3        | Малаховское               | деревня Малахово         | 39                            | ↗6922     | 211,88       |
| 4        | Страховское               | село Страхово            | 39                            | ↗5854     | 234,61       |

В 2006 году в муниципальном районе были созданы 1 городское и 6 сельских поселений. В 2013 году были упразднены сельские поселения Ненашевское и Пахомовское (включены в Демидовское).

## Населённые пункты
В Заокском районе один рабочий посёлок и 152 сельских населённых пункта.
| №   | Населённый пункт        | Тип                  | Население (чел.) | Муниципальное образование | Сельский округ  |
| --- | ----------------------- | -------------------- | ---------------- | ------------------------- | --------------- |
| 1   | Заокский                | рабочий посёлок      | ↘6464            | р.п. Заокский             |                 |
| 2   | Азаровка                | деревня              | ↗17              | Малаховское               | Малаховский     |
| 3   | Александровка           | деревня              | ↗413             | Демидовское               | Александровский |
| 4   | Алешково                | деревня              | 13               | Страховское               | Бутиковский     |
| 5   | Антоновка               | деревня              | 22               | Страховское               | Бутиковский     |
| 6   | База Отдыха «Металлург» | посёлок              | ↘56              | Страховское               | Бутиковский     |
| 7   | Баранцево               | деревня              | 5                | Демидовское               | Пахомовский     |
| 8   | Березовка               | деревня              | ↘9               | Демидовское               | Симоновский     |
| 9   | Бёхово                  | село                 | ↗58              | Страховское               | Страховский     |
| 10  | Богородское             | деревня              | ↘3               | Демидовское               | Ненашевский     |
| 11  | Болдово                 | деревня              | 43               | Демидовское               | Симоновский     |
| 12  | Болотово                | деревня              | ↘32              | Малаховское               | Русятинский     |
| 13  | Бутиково                | посёлок              | ↗1115            | Страховское               | Бутиковский     |
| 14  | Быковка                 | деревня              | 0                | Демидовское               | Пахомовский     |
| 15  | Велегож                 | село                 | ↗138             | Страховское               | Бутиковский     |
| 16  | Венюково                | деревня              | 14               | Демидовское               | Пахомовский     |
| 17  | Венюково                | посёлок              | 0                | Демидовское               | Пахомовский     |
| 18  | Верхнее Апасово         | деревня              | 12               | Демидовское               | Ненашевский     |
| 19  | Верхнее Романово        | деревня              | 59               | Малаховское               | Романовский     |
| 20  | Веселево                | деревня              | ↗169             | Страховское               | Страховский     |
| 21  | Вишенки                 | деревня              | 59               | Малаховское               | Малаховский     |
| 22  | Волковичи               | деревня              | ↗142             | Страховское               | Страховский     |
| 23  | Вороново                | деревня              | 1                | Демидовское               | Пахомовский     |
| 24  | Выдумки                 | деревня              | 70               | Страховское               | Страховский     |
| 25  | Галкино                 | деревня              | 8                | Малаховское               | Малаховский     |
| 26  | Гатницы                 | деревня              | ↘10              | Демидовское               | Гатницкий       |
| 27  | Гибкино                 | деревня              | 21               | Малаховское               | Малаховский     |
| 28  | Горки                   | деревня              | 2                | Страховское               | Бутиковский     |
| 29  | Горохово                | деревня              | 4                | Демидовское               | Пахомовский     |
| 30  | Давыдовское             | деревня              | 6                | Демидовское               | Ненашевский     |
| 31  | Дворяниново             | деревня              | 32               | Малаховское               | Русятинский     |
| 32  | Дмитриевское            | село                 | ↗669             | Демидовское               | Дмитриевский    |
| 33  | Дом Отдыха «Велегож»    | посёлок              | ↘311             | Страховское               | Страховский     |
| 34  | Домнино                 | село                 | ↗51              | Демидовское               | Александровский |
| 35  | Домнинские Дворы        | деревня              | 23               | Демидовское               | Александровский |
| 36  | Дятлово                 | деревня              | 10               | Малаховское               | Малаховский     |
| 37  | Ждамирово               | деревня              | ↗115             | Страховское               | Бутиковский     |
| 38  | Ждамировский            | посёлок              | ↘105             | Страховское               | Бутиковский     |
| 39  | Железня                 | деревня              | ↘146             | Демидовское               | Ненашевский     |
| 40  | Занино                  | деревня              | 3                | Демидовское               | Ненашевский     |
| 41  | Злобино                 | деревня              | 15               | Малаховское               | Русятинский     |
| 42  | Золотиха                | деревня              | 0                | Демидовское               | Дмитриевский    |
| 43  | Ивановское              | деревня              | 39               | Демидовское               | Дмитриевский    |
| 44  | Игнатово                | деревня              | 26               | Демидовское               | Пахомовский     |
| 45  | Искань                  | деревня              | ↗142             | Страховское               | Страховский     |
| 46  | Калединовка             | деревня              | 0                | Демидовское               | Симоновский     |
| 47  | Каменка                 | село                 | ↗8               | Демидовское               | Пахомовский     |
| 48  | Карпищево               | деревня              | 69               | Малаховское               | Романовский     |
| 49  | Кинеево                 | деревня              | 73               | Демидовское               | Дмитриевский    |
| 50  | Климовка                | деревня              | 0                | Демидовское               | Симоновский     |
| 51  | Клищино                 | деревня              | 41               | Демидовское               | Пахомовский     |
| 52  | Козловка                | деревня              | 0                | Демидовское               | Дмитриевский    |
| 53  | Конюшино                | деревня              | 12               | Страховское               | Страховский     |
| 54  | Кортнево                | деревня              | 1                | Демидовское               | Пахомовский     |
| 55  | Костино                 | деревня              | 23               | Малаховское               | Романовский     |
| 56  | Кошкино                 | деревня              | ↗123             | Страховское               | Страховский     |
| 57  | Крюково                 | деревня              | 44               | Малаховское               | Малаховский     |
| 58  | Ланьшинский             | посёлок              | ↘444             | Страховское               | Ланьшинский     |
| 59  | Лаптево                 | деревня              | ↗27              | Демидовское               | Гатницкий       |
| 60  | Лесновка                | деревня              | 10               | Демидовское               | Гатницкий       |
| 61  | Любички                 | деревня              | 46               | Демидовское               | Симоновский     |
| 62  | Малахово                | деревня              | ↗1032            | Малаховское               | Малаховский     |
| 63  | Матюшино                | деревня              | 16               | Малаховское               | Русятинский     |
| 64  | Маяк                    | посёлок              | ↗308             | Малаховское               | Романовский     |
| 65  | Миротинский             | посёлок              | ↘362             | Демидовское               | Дмитриевский    |
| 66  | Митино                  | деревня              | ↗85              | Страховское               | Страховский     |
| 67  | Молчаново               | деревня              | 4                | Демидовское               | Дмитриевский    |
| 68  | Мосолово                | деревня              | 3                | Страховское               | Бутиковский     |
| 69  | Мухановка               | деревня              | 7                | Демидовское               | Симоновский     |
| 70  | Мышенки                 | деревня              | 62               | Малаховское               | Малаховский     |
| 71  | Наспищи                 | деревня              | ↗5               | Страховское               | Бутиковский     |
| 72  | Недьяково               | деревня              | 29               | Демидовское               | Пахомовский     |
| 73  | Немцово                 | село                 | →16              | Демидовское               | Александровский |
| 74  | Ненашево                | село                 | ↗554             | Демидовское               | Ненашевский     |
| 75  | Нечаево                 | деревня              | 32               | Страховское               | Бутиковский     |
| 76  | Нечаевские Выселки      | деревня              | ↘118             | Страховское               | Бутиковский     |
| 77  | Нечаевское Лесничество  | деревня              | 0                | р.п. Заокский             |                 |
| 78  | Нижнее Романово         | деревня              | 14               | Малаховское               | Романовский     |
| 79  | Нижняя Городня          | деревня              | 17               | Малаховское               | Малаховский     |
| 80  | Никитино                | деревня              | ↗9               | Демидовское               | Симоновский     |
| 81  | Никольское              | деревня              | 19               | р.п. Заокский             |                 |
| 82  | Никоновка               | деревня              | 11               | Демидовское               | Гатницкий       |
| 83  | Никулино                | деревня              | 2                | Демидовское               | Симоновский     |
| 84  | Новая Деревня           | деревня              | 24               | Малаховское               | Русятинский     |
| 85  | Новоселки               | деревня              | ↗94              | Малаховское               | Малаховский     |
| 86  | Острецово               | село                 | ↘79              | Демидовское               | Пахомовский     |
| 87  | Панькино                | деревня              | 65               | Малаховское               | Романовский     |
| 88  | Паршино                 | деревня              | 42               | Малаховское               | Романовский     |
| 89  | Пахомово                | деревня              | 23               | Демидовское               | Пахомовский     |
| 90  | Пахомово                | посёлок              | ↘1006            | Демидовское               | Пахомовский     |
| 91  | Пахомово                | посёлок ж.д. станции | 0                | Демидовское               | Пахомовский     |
| 92  | Пашково                 | деревня              | 13               | Страховское               | Страховский     |
| 93  | Петрищево               | деревня              | 0                | Страховское               | Бутиковский     |
| 94  | Пирогово                | деревня              | 10               | Демидовское               | Гатницкий       |
| 95  | Поваляево               | деревня              | 2                | Страховское               | Бутиковский     |
| 96  | Покровское              | село                 | ↗28              | Малаховское               | Малаховский     |
| 97  | Поленово                | посёлок              | 2                | Страховское               | Страховский     |
| 98  | Приокская               | посёлок ж.д. станции | 36               | Малаховское               | Романовский     |
| 99  | Приокский               | посёлок              | 71               | Малаховское               | Романовский     |
| 100 | Прокшино                | деревня              | ↗106             | Малаховское               | Романовский     |
| 101 | Пынино                  | деревня              | 10               | Демидовское               | Пахомовский     |
| 102 | Рождествено             | деревня              | 18               | Малаховское               | Малаховский     |
| 103 | Романьково              | деревня              | 7                | Демидовское               | Гатницкий       |
| 104 | Русятино                | деревня              | ↗626             | Малаховское               | Русятинский     |
| 105 | Рязаново                | деревня              | 9                | Страховское               | Бутиковский     |
| 106 | Савино                  | деревня              | ↘28              | Малаховское               | Русятинский     |
| 107 | Санино                  | деревня              | 0                | Демидовское               | Ненашевский     |
| 108 | Свинская                | деревня              | 69               | Малаховское               | Романовский     |
| 109 | Сенино                  | деревня              | 9                | Малаховское               | Малаховский     |
| 110 | Симоново                | село                 | ↗635             | Демидовское               | Симоновский     |
| 111 | Скрипово                | деревня              | ↗222             | Страховское               | Страховский     |
| 112 | Сонино                  | деревня              | 11               | Демидовское               | Гатницкий       |
| 113 | Сосновый                | посёлок              | ↗1346            | Малаховское               | Романовский     |
| 114 | Страхово                | село                 | ↘577             | Страховское               | Страховский     |
| 115 | Студеный                | посёлок              | 27               | Демидовское               | Александровский |
| 116 | Сумароково              | деревня              | 4                | Демидовское               | Симоновский     |
| 117 | Сухотино                | деревня              | 0                | Демидовское               | Гатницкий       |
| 118 | Тайдаково               | деревня              | 5                | Страховское               | Бутиковский     |
| 119 | Татарские Хутора        | деревня              | 17               | р.п. Заокский             |                 |
| 120 | Татарское               | село                 | ↘24              | Демидовское               | Александровский |
| 121 | Темьянский              | посёлок              | ↗69              | Страховское               | Страховский     |
| 122 | Темьянь                 | деревня              | ↗518             | Страховское               | Страховский     |
| 123 | Терехово                | деревня              | 5                | Малаховское               | Русятинский     |
| 124 | Теряево 1-е             | деревня              | ↘107             | Демидовское               | Гатницкий       |
| 125 | Теряево 2-е             | деревня              | ↗333             | Демидовское               | Гатницкий       |
| 126 | Тетерево                | деревня              | 28               | Страховское               | Страховский     |
| 127 | Турино                  | село                 | ↘10              | Демидовское               | Пахомовский     |
| 128 | Туркомплекс «Велегож»   | посёлок              | ↘128             | Страховское               | Страховский     |
| 129 | Тяпкино                 | деревня              | 26               | Страховское               | Страховский     |
| 130 | Успенский               | посёлок              | ↘1               | Страховское               | Бутиковский     |
| 131 | Ушаковка                | деревня              | 36               | Демидовское               | Гатницкий       |
| 132 | Федино                  | деревня              | 6                | Малаховское               | Малаховский     |
| 133 | Филатово                | деревня              | 31               | Демидовское               | Пахомовский     |
| 134 | Филимоновка             | деревня              | 63               | Демидовское               | Гатницкий       |
| 135 | Хворощино               | деревня              | 0                | Демидовское               | Дмитриевский    |
| 136 | Хлебодаровка            | деревня              | 0                | Демидовское               | Дмитриевский    |
| 137 | Хрипково                | деревня              | →7               | Страховское               | Бутиковский     |
| 138 | Хрипковские Выселки     | деревня              | 0                | Страховское               | Бутиковский     |
| 139 | Хрущево                 | деревня              | 0                | Демидовское               | Гатницкий       |
| 140 | Чегодаево               | деревня              | 24               | Малаховское               | Малаховский     |
| 141 | Ченцово                 | деревня              | ↗8               | Малаховское               | Русятинский     |
| 142 | Шалеево                 | деревня              | 7                | Демидовское               | Дмитриевский    |
| 143 | Шевернево               | деревня              | 44               | Страховское               | Страховский     |
| 144 | Шеверняево              | посёлок              | ↘190             | Демидовское               | Пахомовский     |
| 145 | Шегостово               | деревня              | 12               | Демидовское               | Пахомовский     |
| 146 | Шульгино                | посёлок ж.д. станции | 78               | Демидовское               | Ненашевский     |
| 147 | Шульгино                | село                 | ↗160             | Демидовское               | Ненашевский     |
| 148 | Шульгинский             | посёлок              | 16               | Демидовское               | Ненашевский     |
| 149 | Щеблово                 | село                 | ↘9               | Демидовское               | Пахомовский     |
| 150 | Щепотьево               | деревня              | 19               | Демидовское               | Симоновский     |
| 151 | Яковлево                | село                 | ↗254             | Малаховское               | Романовский     |
| 152 | Яковлевский             | посёлок              | 1                | Малаховское               | Малаховский     |
| 153 | Ярославцево             | деревня              | 2                | Малаховское               | Русятинский     |

Упразднённые населённые пункты
Ранее на территории района перестали существовать следующие населённые пункты: Бузуково, Миротино, Тулеино, Уньки.
- 1986 год — деревни Мочилы, Юрово, Соломыково, Пуковая Дмитриевского сельсовета, деревня Грядки Симоновского сельсовета, хутор Степанчиков Романовского сельсовета[36]

## Местное самоуправление
Структуру органов местного самоуправления муниципального образования Заокский район составляют: собрание представителей, глава муниципального образования, администрация муниципального образования и контрольно-счетный орган.
Собрание представителей муниципального образования Заокский район состоит из 16 депутатов, со сроком полномочий 5 лет. Организацию деятельности Собрания представителей осуществляет глава муниципального образования Заокский район. Глава муниципального образования Заокский район является высшим должностным лицом района, подконтролен и подотчетен населению и Собранию представителей. Глава муниципального образования избирается из состава Собрания представителей на срок его полномочий. Исполнительно-распорядительным органом является администрация муниципального образования Заокский район. Глава администрации муниципального образования Заокский район назначается на должность по контракту, заключаемому по результатам конкурса на 5 лет и руководит администрацией на принципах единоначалия.
На территории муниципалитета осуществляют свою деятельность 6 органов территориального общественного самоуправления, Общественный совет муниципального образования, 51 сельский староста.

## Официальная символика
Официальными символами Заокского района являются герб и флаг, разработанные в соответствии с требованиями федерального законодательства и геральдическими правилами, прошедшие государственную регистрацию в установленном порядке.
Герб Заокского района и положение о нём утверждены решением Собрания представителей муниципального образования Заокский район от 30 сентября 2009 года № 7/47. Герб района внесен в государственный геральдический регистр под № 5725. Официальное описание герба:

«В зеленом поле с лазоревой выщербленной и вогнутой оконечностью, узко завершенной золотом, вырастающий из нее дуб того же металла».
В гербе Заокского района отражено географическое расположение района на излучине реки Оки, символически представленной в гербе вогнутой лазурной оконечностью с золотой (подобно речному песчаному берегу) окантовкой. Дуб изображенный в гербе символизирует лесные богатства района — самые большие в Тульской области.
Флаг Заокского района представляет собой прямоугольное зелёное полотнище, воспроизводящее композицию гербового щита. Флаг утверждён 30 сентября 2009 года и внесён в Государственный геральдический регистр Российской Федерации за номером 5726.

## Экономика

### Бюджет
Структура доходов бюджета за 2018—2022 годы составляет 4 481,8 млн рублей, в том числе 1696,4 млн рублей налоговых и неналоговых доходов (37,8 %), безвозмездные поступления из других бюджетов — 2 785,5 млн рублей (62 %), прочие безвозмездные поступления 15,6 млн рублей. Кредиты, кредиторская задолженность и муниципальный долг отсутствуют. Общий доход бюджета с 2018 года вырос на 53,8 %. Бюджет по расходам формируется программно-целевым методом. Фактическая доля расходов в рамках муниципальных программ составляет порядка 90 %. В структуре расходов в 2022 году наибольший удельный вес составляют расходы на образование — 59,2 %, дорожное хозяйство — 9,7 %, жилищно-коммунальное хозяйство — 14,9 %, культура — 5 %.

### Отрасли экономики
Ведущая роль в экономике Заокского района принадлежит промышленному комплексу. Наиболее значимыми для района являются предприятия: завод стальных конструкций «Полимерпрофиль», производство яиц «Заокское» (группа компаний «Лето»), завод по производству гидроизоляционных материалов, мастик и клеев «Резон» и предприятие по производству парфюмерных и косметических средств «Фарминко». Всего за 2018—2021 годы и 9 месяцев 2022 года отгружено промышленной продукции крупными и средними предприятиями на общую сумму 10892,1 млн рублей.
Сельское хозяйство ориентировано на производстве молока и мяса. На территории района осуществляют деятельность 621 хозяйствующий субъект, в том числе 23 крестьянского (фермерского) хозяйства. Наиболее значимые сельхозпредприятия: ООО «Раздолье Агро», ООО Сельскохозяйственный производственный кооператив «Малахово», Крестьянское (фермерское) хозяйство «Элита», ООО Фермерское хозяйство «Вера», ООО «Заокское». Валовое производство молока в 2022 году составило 15,4 тыс. тонн, производство скота и птицы на убой составило 6,86 тыс. тонн.
По состоянию на конец 2022 года на территории района зарегистрировано 802 микропредприятия. Наибольшее число работников малых предприятий заняты в сфере оптовой торговли, в строительстве, сельском хозяйстве, в сфере операций с недвижимым имуществом и в обрабатывающем производстве.
За 2018—2022 годы объём инвестиций в основной капитал составил 3528,2 млн рублей.

## Жилищно-коммунальное хозяйство
На территории Заокского района функционирует 15 котельных, которые обеспечивают теплом многоквартирный жилой фонд и объекты социальной инфраструктуры. Общая протяженность тепловых сетей, составляет 11,2 км. Общая протяженность сетей водоснабжения в Заокском районе составляет более 150 км. Количество артезианских скважин, обеспечивающих водоснабжением населенные пункты составляет 48 штук. На территории Заокского района из 152 населенных пунктов газифицировано 72, из которых 16 населенных пунктов частично газифицированы за счет частных средств.

## Транспорт
Заокский район расположен на линии дороги Москва — Харьков у станции Тарусская. По территории района проходит федеральная автомобильная дорога М-2 «Крым», железная дорога Москва—Харьков. Общая протяженность дорог района 647 км.
На территории посёлка Заокский, имеется автовокзал и автотранспортное сообщение с населенными пунктами района, а также с городом Алексин Тульской области и городом Серпухов Московской области.

## Социальная сфера

### Образование
В систему образования муниципального образования Заокский район входят 14 муниципальных образовательных организаций: 10 школ (4 основных и 6 средних), из них 9 школ реализуют общеобразовательную программу дошкольного образования, 2 дошкольных образовательных организаций, 2 организации дополнительного образования. Также на территории района функционирует частное общеобразовательное учреждение «Заокская христианская средняя общеобразовательная школа» и государственное образовательное учреждение Тульской области «Заокская школа для обучающихся с ограниченными возможностями здоровья». Дошкольные образовательные организации посещают 772 воспитанника, в муниципальных общеобразовательных организациях 1917 учащийся, в организациях дополнительного образования 337 человек. В 2019—2020 годах открыты три центра образования цифрового и гуманитарного профилей «Точка роста» на базе Страховской, Ненашевской, Пахомовской школ.
В 6 общеобразовательных организациях функционируют группы продленного дня, общей наполняемостью 742 ребёнка. Подвоз школьников из отдаленных населенных пунктов к месту учёбы и обратно осуществляется 16 школьными автобусами.

### Здравоохранение
На территории Заокского района функционирует 15 фельдшерско-акушерских пунктов. В поселке 3аокский расположены районная больница на 160 койко-мест, 2 фельдшерских пункта и государственный центр санитарно-эпидемиологического контроля. В селе Бёхово располагается детский оздоровительный лагерь «Детская Республика Поленово», основанный в 1954 году.

### Культура
На территории муниципального образования Заокский район функционируют 9 учреждений культуры и 9 библиотек, 3D кинотеатр, 1 музей федерального значения и 2 регионального (мемориальный историко-художественный и природный музей-заповедник Василия Поленова «Полeново», музей-усадьба Андрея Болотова «Дворяниново», музей командира крейсера «Варяг» Всеволода Руднева в селе Савино).

### Спорт
Всего в Заокском районе 14 спортивных площадок. На территории Заокского района осуществляют свою деятельность в сфере спорта 4 учреждения: Дом детского творчества «Радуга», фитнес-клуб «Наследие», спортивный зал «Пионер» и боксерский клуб «Заокский». Одновременно с этим в каждой школе района функционируют секции и кружки по различным направлениям спорта и туризма.

### Молодёжная политика
В Заокском районе существует 1 волонтерское движение под названием «Я волонтер Заокского района». Основной состав это молодежь в возрасте от 14 до 30 лет. По состоянию на конец 2022 года общая численность волонтеров составляет 307 человек. В 2021 году состоялось открытие Ресурсного центра по развитию добровольчества. В настоящее время центр базируется в образовательной организации высшего образования «Заокская духовная академия».

## Средства массовой информации
Единственное СМИ района — еженедельная общественно-политическая газета «Заокский вестник», которая издаётся со 2 октября 1930 года.

## Туризм
В 2015 году Заокский район на основе анализа туристских ресурсов, состояния инфраструктуры и транспортной логистики в разрезе муниципальных образований Тульской области был включён в туристско-рекреационный кластер «Окский», и рассчитан на туристский потенциал Калужской и Московской областей.. Основными направлениями туризма в районе являются культурно-познавательный, усадебный, лечебный, сельский, религиозный и экологический туризм.

### Культурно-познавательный туризм
Центром культурно-познавательного и усадебного туризма в районе является мемориальный историко-художественный и природный музей-заповедник «Поленово», созданный в 1931 году на базе усадьбы художника Василия Поленова на правом берегу Оки. По проектам Поленова в усадьбе построены главный дом, мастерская художника «Аббатство», флигели, службы, а также расположенные в 2 км от Поленова в селе Бёхово Троицкая церковь и школа, где организован народный театр для крестьян и их детей в селе Страхово. Музей-заповедник располагает собственным туристическим центром, где находятся экскурсионный отдел, касса, сувенирная лавка, кафе, выставочный и конференц-залы, стоянкой автомашин. Среди наиболее ценных экспонатов графики, картин и скульптур представлены коллекции археологии (Древняя Греция и Древний Египет, VII—VI века до н. э.), оружия, мемориальных книг. В коллекции музея хранится не только работы художника Василия Поленова, но и его учеников: Константина Коровина и Исаака Левитана. Расположенное рядом с усадьбой село Бёхово, в 2021 году стало одним из победителей международного конкурса «Best Tourism Villages by UNWTO (Лучшие туристические деревни ЮНВТО)», и было включено в Ассоциацию «Самых красивых деревень России».
В селе Дворяниново располагается одноимённая родовая усадьба учёного, агронома, энциклопедиста и просветителя Андрея Болотова. В 1986 году на её базе создан музей-усадьба Андрея Болотова «Дворяниново», открытый для посещения с декабря 1993 года. В настоящее время в доме-музее развернута экспозиция быта среднепоместного дворянства, к сословию которого относился Болотов, охватывающая несколько залов. Девичий зал знакомит посетителя с Андреем Тимофеевичем и его эпохой, где представлены родовое древо Болотовых и семейный герб. В рабочем кабинете ученого размещены книжные шкафы с научной библиотекой Болотова, стол с письменными принадлежностями, копии писем, датированные 1824 годом, и копия электрической машины XVIII века, производящая электрический ток, с помощью которой Болотов проводил сеансы электрофореза. В зале с буфетцем, где принимали гостей и проводили литературные и музыкальные вечера, находятся фортепиано и кабинетный рояль.
На территории района сохранились также усадьба сенатора Петра Дмитриевича Еропкина в селе Страхово с барским домом XVII века, в котором располагается сельская администрация, и усадьба Марселисов в селе Ченцово, где сохранился заброшенный двухэтажный главный дом второй половины XIX века.
В 2004 году в селе Савино был открыт музей командира крейсера «Варяг» Всеволода Руднева. Историческая экспозиция посвящена подвигу экипажей крейсера «Варяг» и канонерской лодки «Кореец», историческим событиям русско-японской войны, позволит подробно узнать о легендарном сражении у Чемульпо. Личная экспозиция посвящена самому Всеволоду Фёдоровичу Рудневу. Стилизованные экспозиции расскажут о детстве, юности, принципах и увлечениях, службе знаменитого командира, его семье.
В посёлке Заокский расположена станция-музей «Тарусская». Современное здание станции построено в 1970-х годах и заново открыто после реконструкции в 2009 году. Тогда же в здании вокзала была открыта музейная комната, посвящённая известным людям края (Василий Поленов, Андрей Болотов, Всеволод Руднев, Михаил Аникушин). Вдоль её стен репродукции картин и фотографии приокских пейзажей.
Рядом с селом Страхово находятся заброшенные каменоломни, именуемые пещерами разбойника Улая. В этих пещерах он прятал сокровища, награбленные у купцов, проплывавших по Оке, и сам скрывался от закона. Около входа в эти пещеры произрастает самая большая на территории Тульской области и одна из самых больших в России популяций северной орхидеи.
Археологические памятники представлены рядом городищ, среди которых Бёхово (XII—XIII века), Велегож (I век до н.э, мощинская и древнерусская культура), Мосолово (1 тысячелетие до н. э.), Митино (фатьяновская культура) и курганной группой (XI—XII века).

### Лечебный и сельский туризм
Отличительной особенностью Заокского района является наличие на его территории большого количества баз отдыха, расположенных на берегах Оки, с большой концентрацией в селе Велегож. На территории района расположены три детских оздоровительных лагеря («Поленово», «Сенино», «Приокские зори»), пансионат-курорт «Велегож», девять баз отдыха крупных тульских предприятий. На территории района располагается особо-охраняемый памятник природы Зелёная зона дома отдыха «Велегож». Там же расположилась конная дача с одноимённым названием, где организуются верховые прогулки и комбинированные конные маршруты.
Объектом сельского туризма, который ведёт деятельность в форме крестьянско-фермерских хозяйств, относится фермерский кооператив «Марк и Лев». Недалеко от него располагается гостиничный кооператив «Болотов. Дача», продукты для которого поставляют из кооператива «Марк и Лев», который объединяет фермеров в районе 30 км. Кроме того, на территории гостиницы есть магазин фермерских товаров.
Музей-усадьба Болотова «Дворяниново» с 2007 года проводит выставку под открытым небом «Русский огород XVIII века». Там были возрождены такие культуры, как пимпинель, овсяный корень, скорцонера, цикорий Борода Капуцина, портулак, артишок, рапунцель.

### Религиозный туризм
Архитектурные стили церковного зодчества представлены барокко в церквях иконы Божией Матери «Знамение» в селе Страхово (1715), Рождества Пресвятой Богородицы в селе Велегож (1731), Александра Кипрского в селе Ченцово (1758), Казанской иконы Божией Матери в селе Савино (1770), классицизмом в церквях Димитрия Ростовского в селе Дмитриевское (1813), Николая Чудотворца в деревне Лаптево (1797), Казанской иконы Божией Матери в селе Турино (1817), Рождества Пресвятой Богородицы в деревне Никитино (1837), Успения Пресвятой Богородицы в посёлке Успенский (1794), эклектикой в церквях Николая Чудотворца в посёлке Маяк (1878), Рождества Христова в селе Яковлево (1878), Покрова Пресвятой Богородицы в селе Волковичи (1902), Михаила Архангела в селе Острецово (1914), и неорусским стилем в церкви Троицы Живоначальной в селе Бёхово (1906).
Заокский район является крупным центром адвентизма. В нём имеются Заокский адвентистский университет — первое протестантское высшее учебное заведение в СССР, три общины Адвентистов седьмого дня, издательство адвентистской литературы «Источник жизни», ряд других адвентистских предприятий и организаций. Образовательная модель Заокского адвентистского университета представляет собой учебное заведение, имеющее государственную аккредитацию образовательной деятельности по следующим направлениям профессионального образования: «Теология», «Образование и педагогические науки» и «Языкознание и литературоведение». Наряду с этим обучение ведется по образовательной программе «Теология», направленной на подготовку служителей и религиозного персонала религиозных организаций по специализациям «Библейские исследования» и «Духовно- психологическое консультирование».